# Ytterstfors såg
Ytterstfors såg var ett svenskt sågverk som uppfördes 1796. Det var under lång tid det enda sågverket i Byske älvdal.
Sågverket, tillsammans med Ytterstfors glasbruk, bidrog till att Ytterstfors i Byske på 1870-talet befolkningsmässigt var dubbelt så stort som Skellefteå stad.

## Historia

### Bakgrund och tidiga år
Gruvfogden Anders Markstedt ansökte den 18 augusti 1794 om landshövdingens tillstånd för att få bygga en "finbladig sågkvarn vid den yttersta forsen i Byske älv". Då hade en liknande begäran redan kommit in 14 dagar tidigare från intressenter vid Brännfors såg i Åbyälven. Efter förhandlingar gick överstelöjtnant Fredrik Holmström, kronobefallningsman Mikael Lindemark, häradshövding Carl Fredrik Furtenbach, rådman Johan Degerman i Piteå samt gruvfogden Anders Markstedt samman i en ägarkonstellation, där alla sex var lika stora delägare. Även Byske byamän gick in som delägare, och dessa ägde en sjättedel av sågen. 
Kammarkollegiet gav privilegier den 26 oktober 1796 att ”vid nedersta strömfallet” anlägga ett finbladigt sågverk med två ramar. De fick också rätt att ta 2 493 träd från privilegieskogar mot en halv riksdaler i stubbören. Dessutom begärde byamännen att ersättning skulle utgå om verksamheten var till nackdel för laxfisket. Aktiekapitalet uppgick till 405 000 kr, och 1796 kunde den vattendrivna sågen tas i bruk. År 1798 uppgick årstillverkningen till 2 077 1/2 tolfter, och räntan sattes vid skattläggningen till 56 1/2 tolfter.

### Expansion
Inom ett tiotal år började man förhandla om att utöka verksamheten, och Kammarkollegiet gav privilegier för att uppföra ett sågverk på fyra ramar den 16 november 1815. Denna uppfördes något närmare älvmynningen. Dessutom gavs tillstånd för att anlägga en kanal, Ytterstfors kanal, i syfte att "bättre tillgodogöra sig älvens strömmande kraft". Kanalen, som ännu finns kvar, blev 763 alnar lång och sex alnar bred. Man gavs också tillgång till mer skog.
Häradsskrivaren Eric Lindemark, son till en av de ursprungliga ägarna, trädde fram som ledare bland sågverksintressenterna. Lindemark stod bakom initiativ som arbetarbostäder, affärer, inrättandet Ytterstfors bruksförsamling (1835) och Ytterstfors glasbruk (1837).
Ytterstfors såg och Ytterstfors glasbruk hade delvis olika ägare, men ett beslut fattades om att endast personer som ägde delar i båda bolagen fick vara delägare i det nybildade Ytterstfors bruks och sågverksbolag som senare genomgick en rad namnbyten. Från 1846 gällde detta Ytterstfors bruks- och sågverksintressenter, från 1874 Ytterstfors AB och från 1894 Ytterstfors Trävaruaktiebolag.
År 1838 uppgick stockfångsten till 8 945 träd. Samma år ansökte Lindemark om att få uppföra en kantskärningssåg med klingor.

### Senare år
Ytterstfors såg utökades för ytterligare kapacitet än en gång under slutet av 1800-talet men lades ner under antingen 1908 eller 1910-talet. Ett träsliperi för massatillverkning uppfördes senare på platsen. År 1916 slogs bolaget samman med AB Munksund i det nya AB Ytterstfors-Munksund.
Arbeten med en ny såg påbörjades strax efter nedläggningen. Denna kom, genom elektricitet från Finnfors kraftstation, att bli Sveriges första elektriska såg. Den nya sågen, Ytterstfors elektriska såg, stod klar 1912.